# Aeroportul Internațional Miguel Hidalgo y Costilla Guadalajara
Aeroportul Internațional Miguel Hidalgo y Costilla Guadalajara (IATA: GDL, ICAO: MMGL) este un aeroport din Tlajomulco de Zúñiga Municipality⁠(d), Jalisco, Mexic ce deservește zona Guadalajara. Aeroportul a fost tranzitat în 2023 de 17.710.200 de pasageri. A fost numit după zona deservită.
Situat la o altitudine de 1.529 m, aeroportul dispune de 1 pistă. Este operat de Grupo Aeroportuario del Pacífico⁠(d).

## Infrastructură

### Piste
Aeroportul dispune de o singură pistă. Pista are orientarea 10/28. 